# Pointe de Literole
La pointe de Literole est un sommet du massif de Perdiguère de la chaîne des Pyrénées situé sur la frontière franco-espagnole.

## Géographie

### Topographie
Située en bordure du département de la Haute-Garonne, dans le Haut-Luchonnais près de Bagnères-de-Luchon, la pointe de Literole est le deuxième plus haut sommet de la Haute-Garonne après le pic Perdiguère.